# Monkey Punch
Monkey Punch  (モンキー・パンチ?, Monkī Panchi), pseudonimo di Kazuhiko Katō (加藤 一彦?, Katō Kazuhiko; Hamanaka, 26 maggio 1937 – Sakura, 11 aprile 2019), è stato un fumettista, regista e character designer giapponese.

## Biografia
Prima di intraprendere la professione di disegnatore era impiegato come tecnico di radiologia presso l'ospedale Kushiro Red Cross Hospital. Per caso poi il direttore dell'ospedale, Shunichi Michishita, notò il suo talento come disegnatore di fumetti e lo incoraggiò così a proseguire su quella strada.
Fu così che nel 1965 Kazuhiko Katō pubblicò la sua prima storia, Playboy Nyumon (Come diventare un playboy) sulla rivista Manga Story. Due anni più tardi, utilizzando lo pseudonimo di "Monkey Punch", iniziò due serie manga sulla rivista Weekly Manga Action. La prima serie si intitolava Pinky Punky e parlava di una conturbante investigatrice privata alle prese con il suo arcinemico, uno scienziato pazzo pervertito. Il successo fu discreto. La seconda serie invece è diventata una dei classici della cultura manga, non solo in Giappone, ma in tutto il mondo: si trattava di Lupin III. Monkey Punch pensava di esaurire la saga di Lupin III con una sola serie ma grazie al successo riscosso dal ladro gentiluomo ne creò altre. Già famoso, si laureò in scienze della comunicazione per poi diventare docente universitario di linguaggio del fumetto, incarico che tenne fino al 2010.
Negli ultimi anni visse a Tokyo, dove condusse una vita tranquilla, grazie soprattutto ai profitti che gli continuavano ad arrivare dallo sfruttamento dei diritti su Lupin III. 
Saltuariamente veniva in Italia per intrattenere un fitto rapporto di lavoro con i Kappa boys, responsabili delle riedizioni di Lupin III, sotto la sua direzione. Dal 22 al 25 novembre 2001 fu ospite al Romics (fiera del fumetto tenutasi a Roma) dove ebbe modo di incontrare molti fan e ricevere il Romics D'Oro.

### Morte
È morto all'età di 81 anni, a causa di una polmonite.

## Produzione artistica

### Manga
- 1964 - Fukushu (Vendetta)
- 1964 - Kaidan Yaro
- 1965 - Pureiboi Nyumon (Manuale per playboy)
- 1965 - Pinku Gado Man... Hissatsu no Burusu (Pink Guard Man... Blues dell'Assassinio)
- 1965 - Auto Saida (Outsider)
- 1967 - Ginza Senpuji (Il ragazzo turbine di Ginza)
- 1967-1972 - Rupan Sansei (Lupin III)
- 1968 - Uesutan Samurai (Western samurai)
- 1969 - Pandora
- 1969 - Supai Shinzoku (Nobile spia)
- 1970 - Kaiketsu ZERO (Il magnifico Zero)
- 1970 - Dokyumento Kyo (Document mania)
- 1970 - Rupan Sansei - Gaiden (Lupin III - Racconto aggiuntivo)
- 1970 - Shokikan Tori
- 1970 - JACK Jack
- 1970 - TAC TICS
- 1971 - Maruchi (Multi)
- 1971 - Kaijin Jagaman (Il misterioso uomo Jaguarman)
- 1971 - Rupan Sansei (Shin Boken) (Lupin III (Nuova Avventura))
- 1972 - Sham Neko (Le gatte siamesi)
- 1972 - Makao
- 1972 - KEY
- 1972 - Yaruki Jubun (Piena volontà)
- 1973 - Sui Dore Kaminari
- 1973 - Totechite Tai
- 1973 - Kikuya Namekuji
- 1973 - Daia no Binasu (Venere di diamanti)
- 1974-1976 - Rupan Kozo (Lupin Apprendista)
- 1974 - Ore ha Kazano ha
- 1974 - Kara Garu (Color Girl)
- 1974 - Isshuku Ippan (Isshuku Ippan)
- 1975-1981 - Ore!! Mitsu Pai
- 1976 - Purasu Mainasu (Plus Minus)
- 1976 - Dorakyura-kun (Draculetto)
- 1976 - Himajin Kurabu (Il club anti-demoni)
- 1976 - Ritoru Mafia (Little Mafia)
- 1976 - Up Up Barun (Up Up Balloon)
- 1977 - Shogun Yanki (Shogun Yankee)
- 1977-1981 - (Shin) Rupan Sansei [(Il Nuovo) Lupin III]
- 1977 - Gyaku Isoppu Monogatari (Storie di Esopo al contrario)
- 1977 - Tomei Shinshi (Il signor Invisibile)
- 1978 - Rupan Sansei - Ore no Judan ha... Suteki... Daza (Lupin III - È il mio proiettile...incantevole... Daza)
- 1978 - Arisu za Wairudo (アリス・ザ・ワイルド) (Alice the wild)
- 1978 - Jikan Ejento (L'agente del tempo)
- 1978 - Kaiketsu Zero (Il magnifico Zero)
- 1979 - Samurai za Uestan (Samurai the western)
- 1979 - Jikan Tsuisakisha (L'inseguitore del tempo)
- 1979 - USA Torasan
- 1980 - Shinderera Boi (Cinderella Boy)
- 1980 - Bocchan (Signorino)
- 1981 - Sairento Zu (Silent Zoo)
- 1981 - Rettsu Todoroki
- 1981 - Jacki & Donki (Jackie & Donkey)
- 1981 - Animaru Do
- 1981 - Hora Homuzu (Hola Holmes)
- 1982 - Uchu Boken-tai Mekabanja (La squadra di avventurieri spaziali Mechabunger)
- 1982 - Shinderera Boi (un altro lavoro riguardante Cinderella Boy)
- 1983 - Rora Boi (Roller Boy)
- 1983 - Racki Monki (Lucky Monkey)
- 1984 - Goru Ha
- 1984 - Sexy Rupan III (Sexy Lupin III)
- 1984 - Rupan Sansei no Ei-Kaiwa Sakusen (Le tattiche di conversazione inglese di Lupin III)
- 1985 - Shin Rupan Sansei (Onna-dake no Kaimushu) (Nuovo Lupin III (La Prigione Femminile))
- 1986 - VIOLENCE
- 1986 - Pinkii Pankii (Pinky Panky)
- 1986 - Daati Jooku (Dirty Joke)
- 1986 - Robotto Kyudan Garakutazu (Squadra Robotica Galacters)
- 1994 - Lupin III - Alis Plaudo [storia di 8 pagine scritta appositamente per l'Italia in collaborazione con i Kappa Boys]
- 1997 - Senya Ichiya Monogatari (Le mille e una notte)

### Anime
- 1980 – Bocchan (坊っちゃん?, Botchan)
- 1981 – Sugata Sanshirō (姿三四郎?)
- 1981 – Bryger (銀河旋風ブライガー Ginga senpū Buraigā?)
- 1988 – Scoopers (おまかせスクラッパーズ?, Sukupazu)
- 1991-1992 – Partenza immediata cyber kids (緊急発進セイバーキッズ?, 緊急発進セイバーキッズ, Kinkyu Hasshin Saiba Kiddzu)
- 1992 – Monkey Punch's World: Alice (アリス・ザ・ワイルド?, モンキー・パンチの世界 アリス, Monkey Punch no Sekai: Arisu)
- 1994-1995 – Omakase Scrappers (おまかせスクラッパーズ?, おまかせ スクラッパーズ, Omakase Scrappers)
- 1996 – Lupin - Trappola mortale (ルパン三世 DEAD OR ALIVE?, Rupan Sansei - Dead or Alive)
- 2001 – Siamese Cat - First Mission (シャム猫 ファーストミッション?, Shamu Neko - Fasuto Misshion)
- 2003 – Cinderella Boy (シンデレラボーイ?, Shinderera Boi)
- 2004-2005 – Grandi Filmati dalla Produzione a Fumetti di Monkey Punch - Mankatsu (モンキー・パンチ 漫画活動大写真 - Mankatsu?, Monki Panchi Manga Katsudo Dai Shashin - Mankatsu)
- 2006 – Musashi (MUSASHI -GUN道-?, Musashi -Gandō-)